# Disney's Animal Kingdom Lodge
Disney's Animal Kingdom Lodge is een hotel in het Walt Disney World Resort in Lake Buena Vista, Florida, dat wordt beheerd door The Walt Disney Company. Het hotel is gebouwd als een aanvullende verblijfsaccommodatie op Disney's Animal Kingdom. De opening hiervan was op 16 april 2001. Disney's Animal Kingdom Lodge is een "Deluxe" Resort, dit wil zeggen dat het tot de duurste prijsklasse behoort binnen Walt Disney World Resort.
Het bijzondere aan dit hotel is dat op het complex van het hotel Afrikaanse dieren grazen, zoals giraffen, die de stijl kenmerken van het hotel, de Afrikaanse savanne. Sommige kamers van het hotel hebben uitzicht op de dierenverblijven.

## Eetgelegenheden

### Jiko: The Cooking Place
Afrikaans, mediterraans, Indisch & Europees restaurant.

### Boma: Flavors of Africa
Afrikaans buffetrestaurant.

### The Mara
Amerikaans zelfbedieningsrestaurant.